# Schloss Ozalj

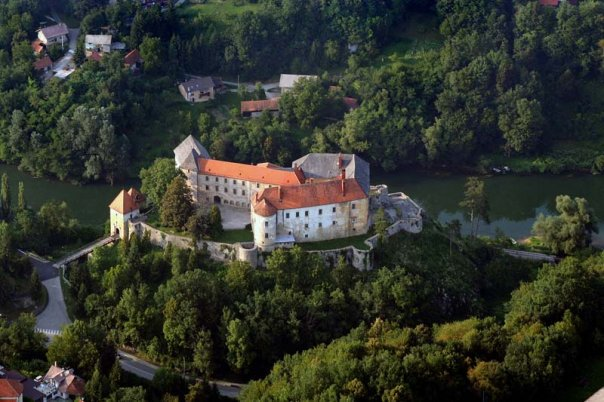
Blick auf Schloss

Das Schloss Ozalj (kroat. dvorac Ozalj, sprich stimmhaft dwohratz osalj) befindet sich in der Stadt Ozalj in Zentralkroatien.

## Geschichte
Zuerst gehörte das Schloss Ozalj dem Geschlecht Babonić, ab 1389 den Frankopanen und von 1550 an jenem der Zrinski bis 1671. Die gotische Kapelle wurde durch Nikola Šubić Zrinski im Jahr 1556 errichtet; die Jahreszahl ist über dem Eingangsbogen eingemeißelt. Im Jahr 1599 wurde der Eingangsturm durch Juraj Zrinski 1599 erbaut. Die Blütezeit erlebt Ozalj im 17. Jahrhundert als „inoffizielle kroatische Hauptstadt“. Nach dem Fehlschlagen der Verschwörung der Zrinski und Frankopanen unter Ban Petar Zrinski und seinem Schwager Fran Krsto Frankopan gegen die Habsburger 1670 Leopold I. und dessen tragischer Hinrichtung am 30. April 1671 in Wiener Neustadt wurde Ozalj völlig ausgeplündert und die Blüte der Burg jäh unterbrochen. Den Zrinskis wurde der Adel und alle Ländereien aberkannt; siehe auch Ana Katarina Frankopan-Zrinski. Franjo Rigoni, ein österreichischer Baron, bekam es 1671 bis 1702. Benvenuto Petazzi erwarb es 1702. Ab 1725 hatte es Raimund Perlas inne und 1742 kam es in den Besitz von Franjo Perlas bis 1766, der Ozalj wieder aufbaute, das Schloss rekonstruierte und erweiterte. Die Familie der Batthyány besaß es von 1766 bis 1872. Theodore Batthyány erbaute am Schloss den sichtbaren barocken Teil, im Jahr 1768 wurde durch ihn eine Baumwoll-Produktion errichtet; es folgten eine Kupfer-Manufaktur und eine Ziegelei zum Umgestalten des Schlosses. Trotz allem stagnierte, im Gegensatz zu Karlovac, die Wirtschaft in Ozalj und zwang so in der Zeit um 1880 viele Einwohner zum Auswandern. Im Besitz der Thurn und Taxis war es danach von 1872 bis 1928.
Weitere mit der Geschichte des Schlosses verbundene Persönlichkeiten waren Bernardin Frankopan (1453–1529), Petar Zrinski, seine Frau Ana Katarina Frankopan-Zrinski, eine bekannte Dichterin und Tochter des Fürsten Vuk Krsto Frankopan und seiner Frau Ursula Imhofer, sowie ihr Bruder Fran Krsto Frankopan.
Heute ist das Schloss in staatlichem Besitz und dient sowohl als Museum als auch als Ausflugsziel. Unterhalb des Schlosses fließt der Fluss Kupa vorbei.

## Schlossbau
Aufgrund mehrerer An- und Umbauten besteht der Gebäudekomplex heute aus mehreren architektonischen Stilrichtungen. Ursprünglich war er von äußeren und inneren Mauern umgeben, die von fünf Halbtürmen verstärkt wurden. Durch die vielen Umbauten ist jedoch nur noch ein geringer Teil der älteren Anlage vorhanden.
Ins Auge fallen der alte Wehrturm, eine gotische Kapelle und das noch ursprüngliche Palais von Nikola Šubić Zrinski, genannt Kornkammer, mit der Inschrift 1556. Der Eingangsturm wurde von Juraj IV. Zrinski 1599 gebaut. Nach dem Scheitern der Zrinski-Frankopan-Verschwörung 1670 gestalteten die neuen Besitzer Perlas und später Batthyány die Burg grundlegend um und verwandelten diese durch einen neuen Barock-Trakt in ein Schloss.

## Museum
Im Schloss befindet sich das bedeutende Heimatmuseum Ozalj. Die Tradition der musealen und archäologischen Tätigkeit in der Region Ozalj begann im Jahr 1885 mit den ersten archäologischen Ausgrabungen in der Nähe der Burg Ozalj, wo sich heute das Museum befindet. Im Jahr 1930 gründete Emil Laszowski in der Altstadt von Ozalj das Museum der Gesellschaft „Brüder des kroatischen Drachen“, dem das Ozaljer Heimatmuseum folgte, das 1971 seine Arbeit aufnahm. Das Museum sammelt und bewahrt das materielle und immaterielle Erbe der Region Ozalj in mehreren Sammlungen: Archäologische Sammlung, Ethnografische Sammlung, Kulturhistorische Sammlung, Sakralsammlung, Dokumentensammlung, Galeriesammlung und Fotosammlung.

## Fotos

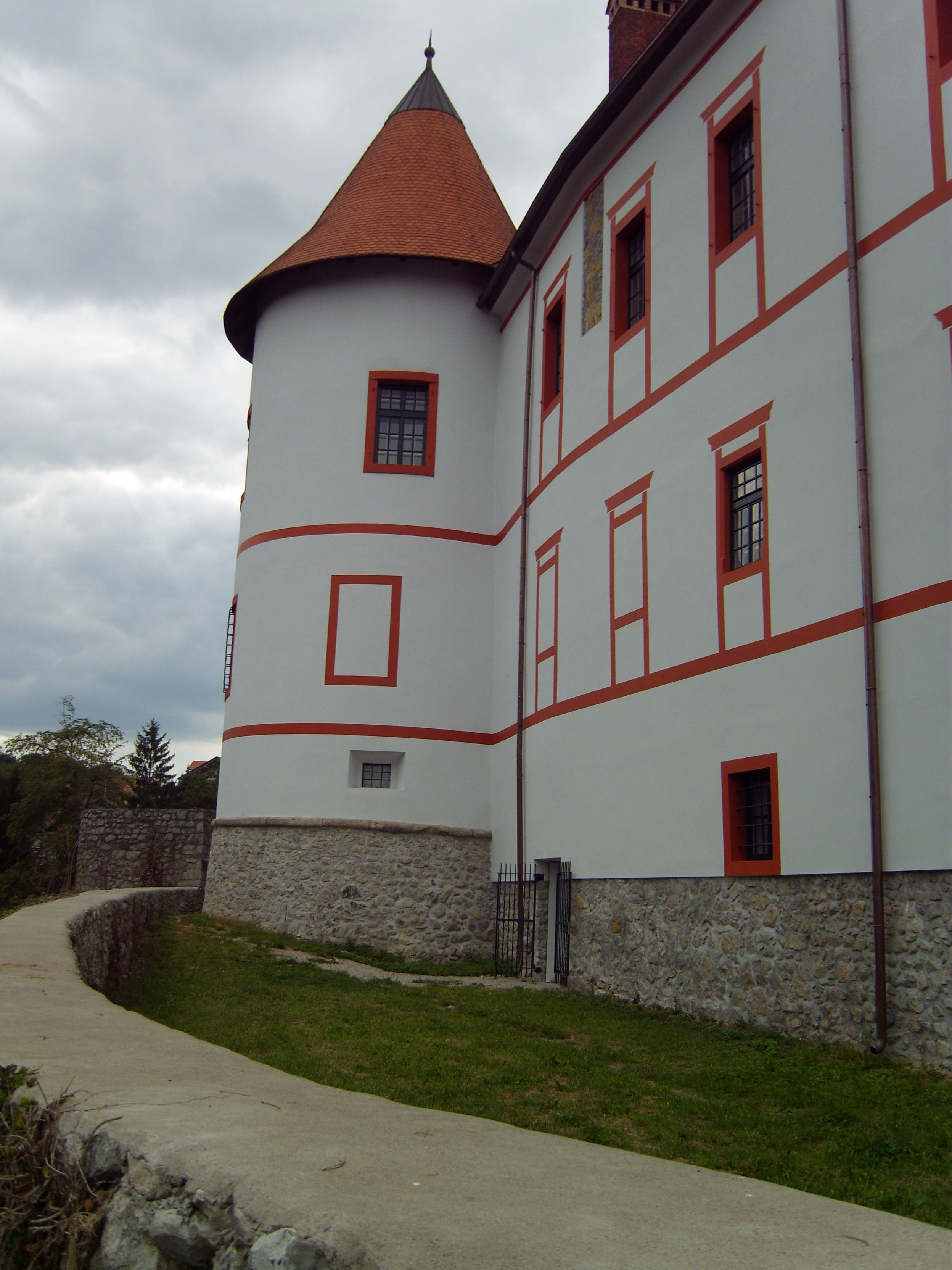
Seitenansicht
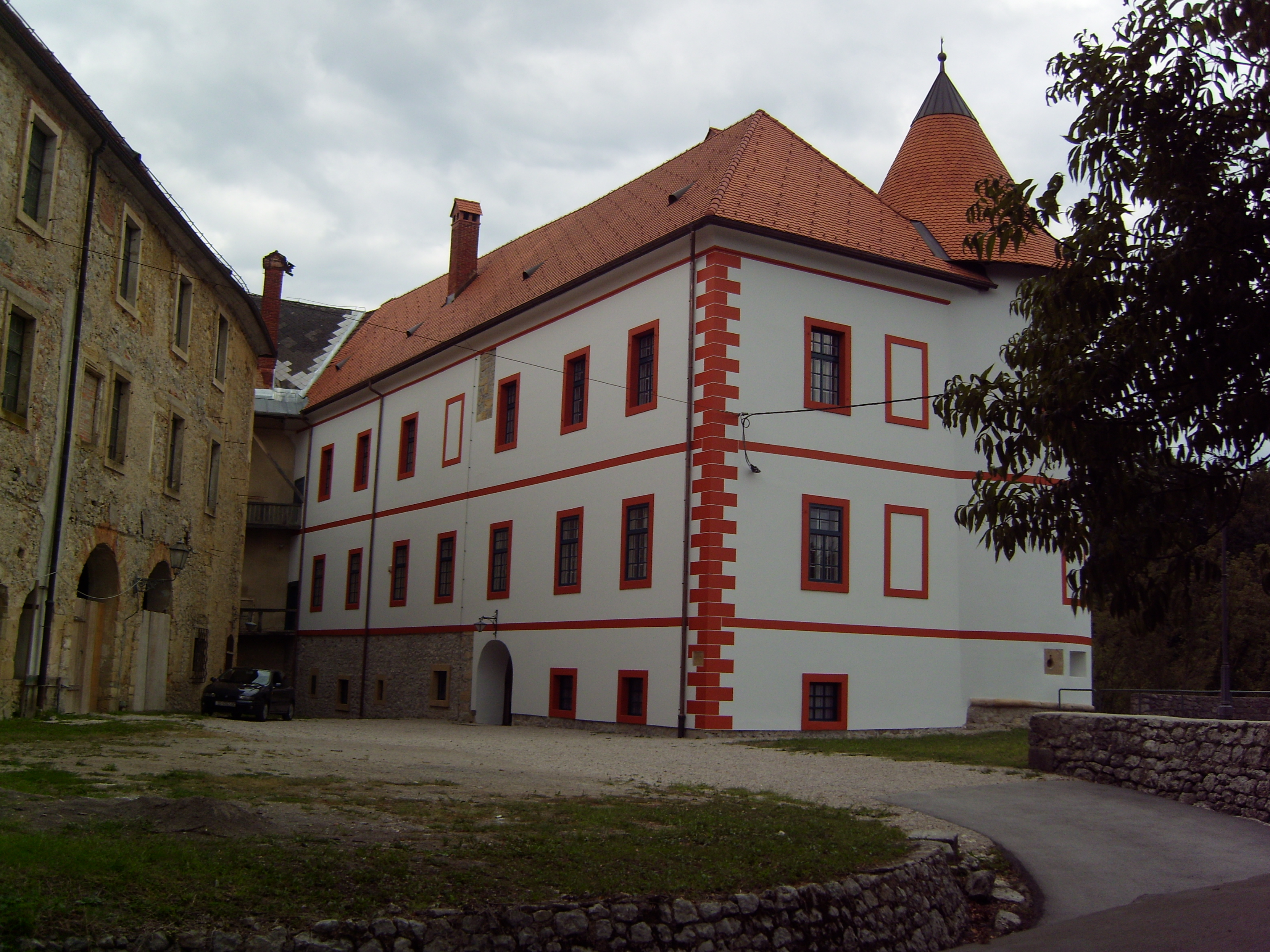
Innenansicht
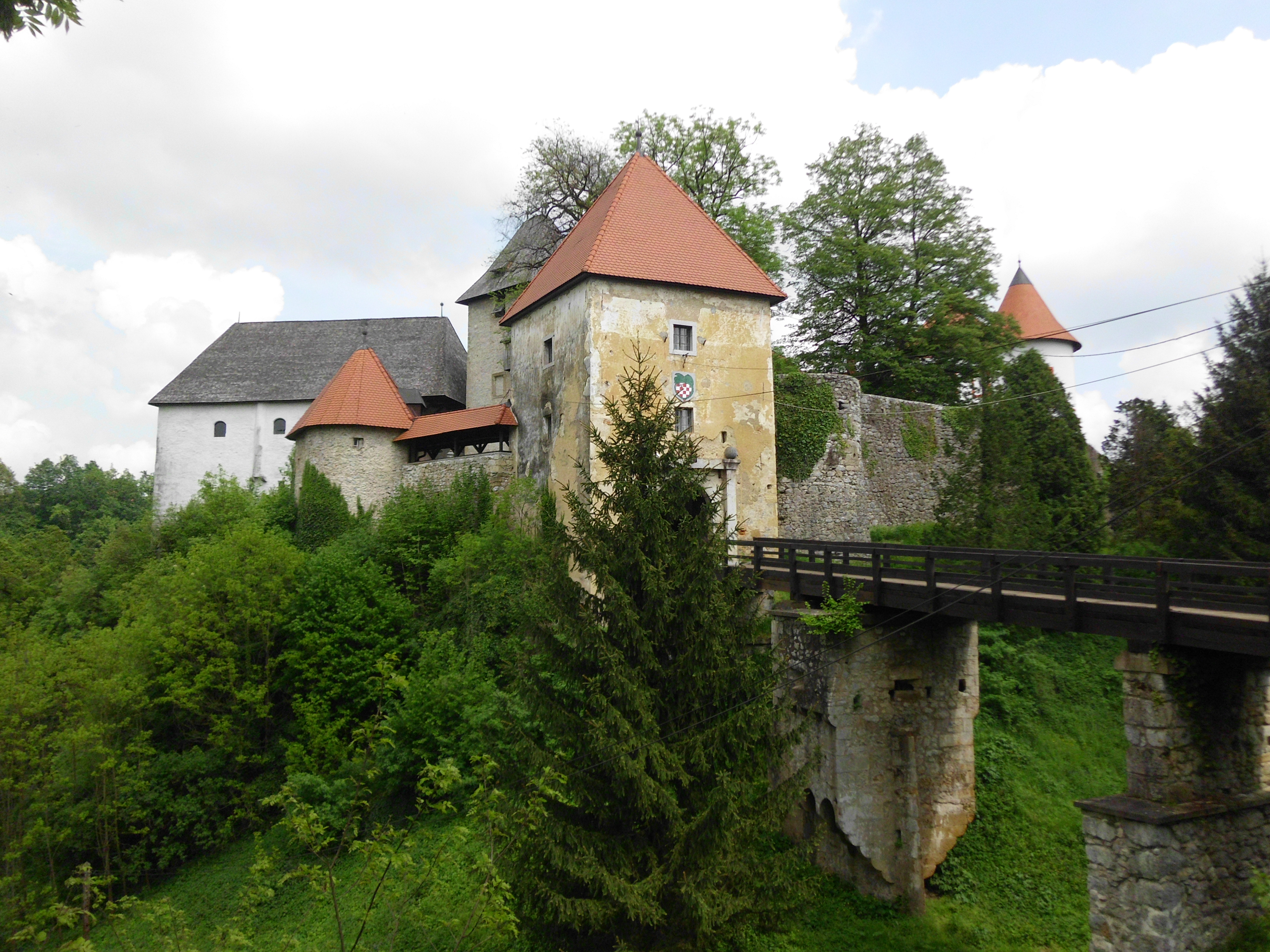
Eingang
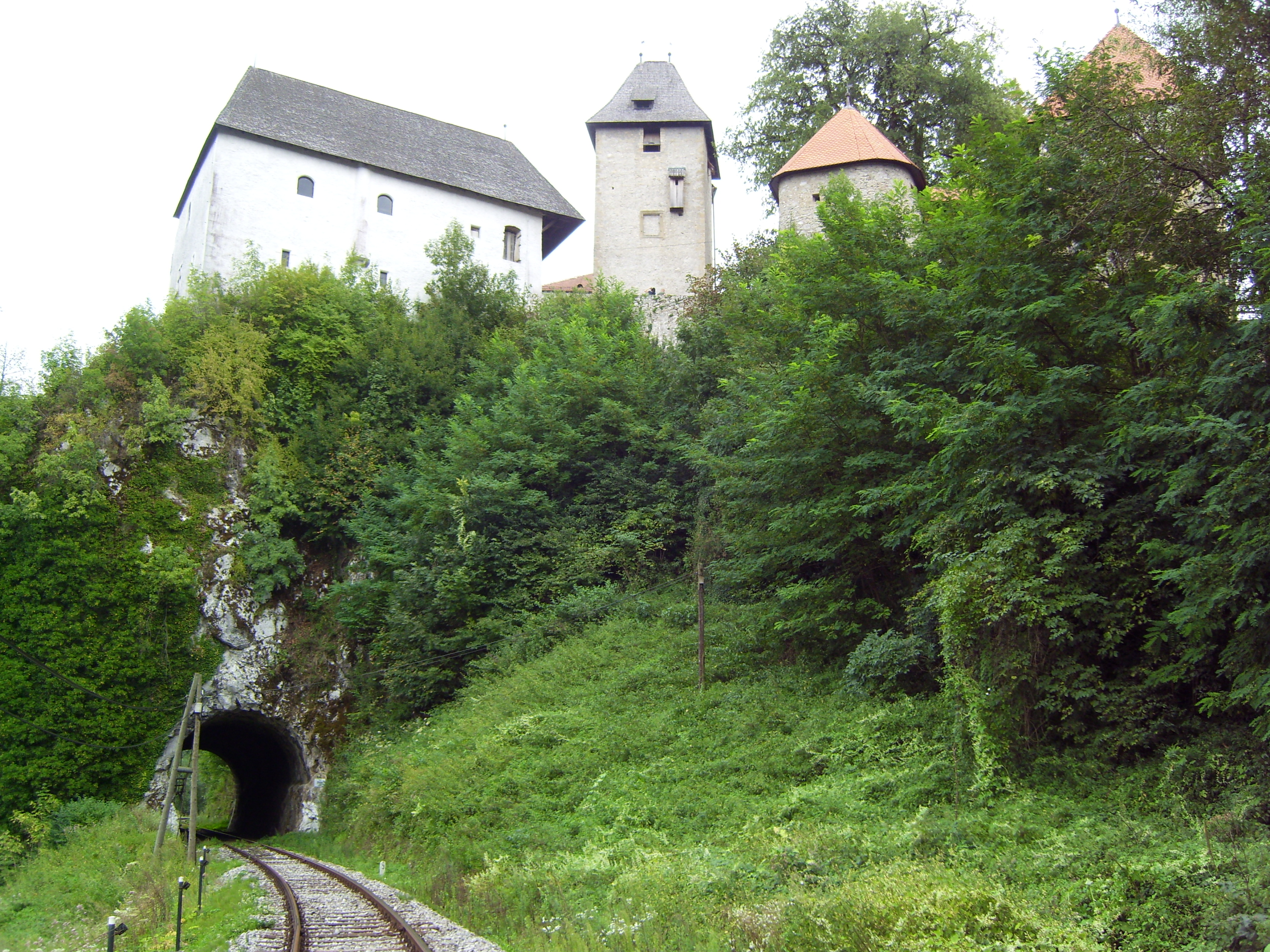
Eisenbahntunnel unter der Burg
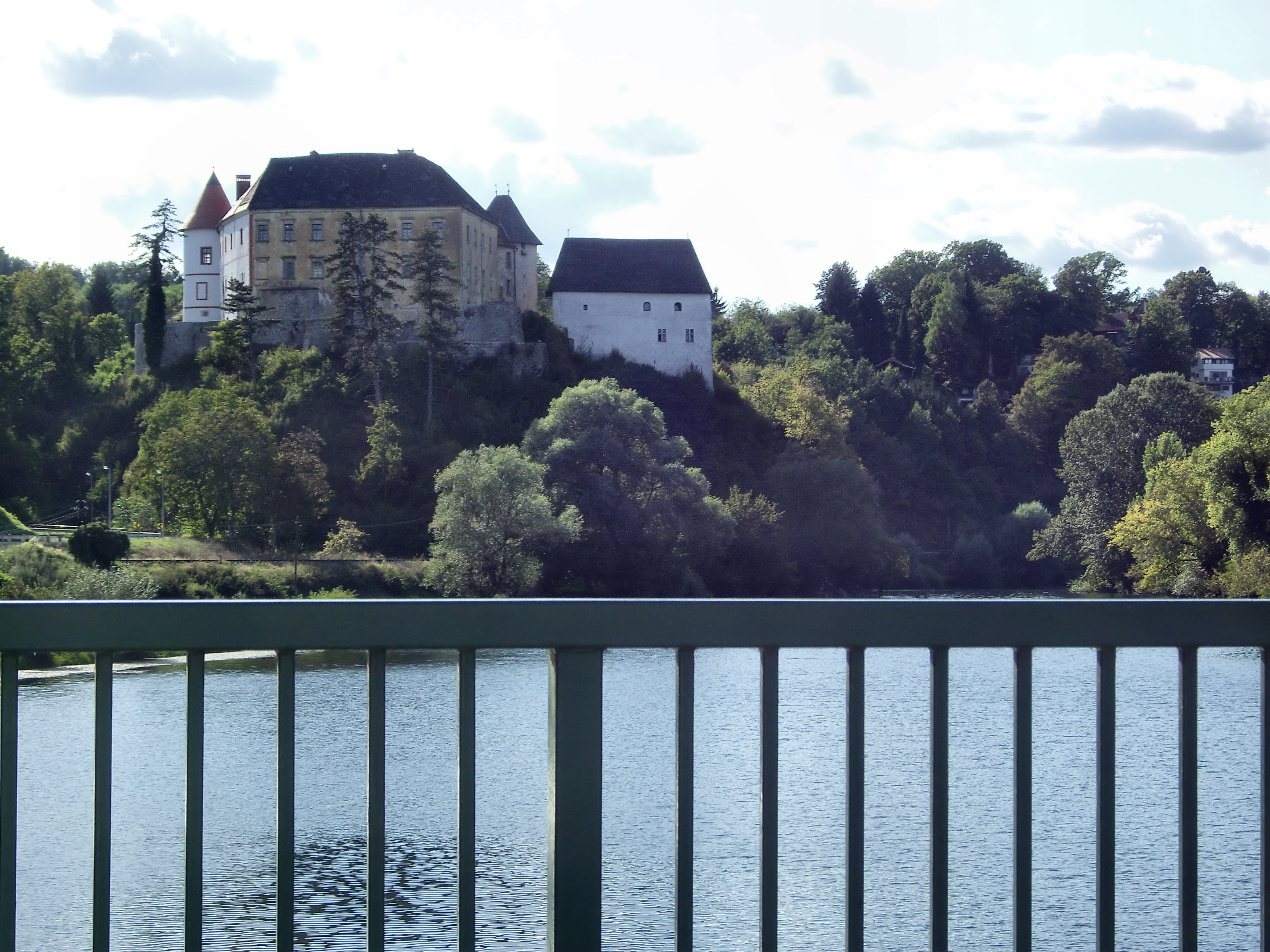
Blick von der anderen Seite des Flusses Kupa